# Herbsthäuser Brauerei Wunderlich
Die Herbsthäuser Brauerei Wunderlich KG, ehemals Schwanenbrauerei, ist eine im Jahre 1581 gegründete Brauerei in Herbsthausen, einem Stadtteil von Bad Mergentheim im Main-Tauber-Kreis in Baden-Württemberg.

## Geschichte

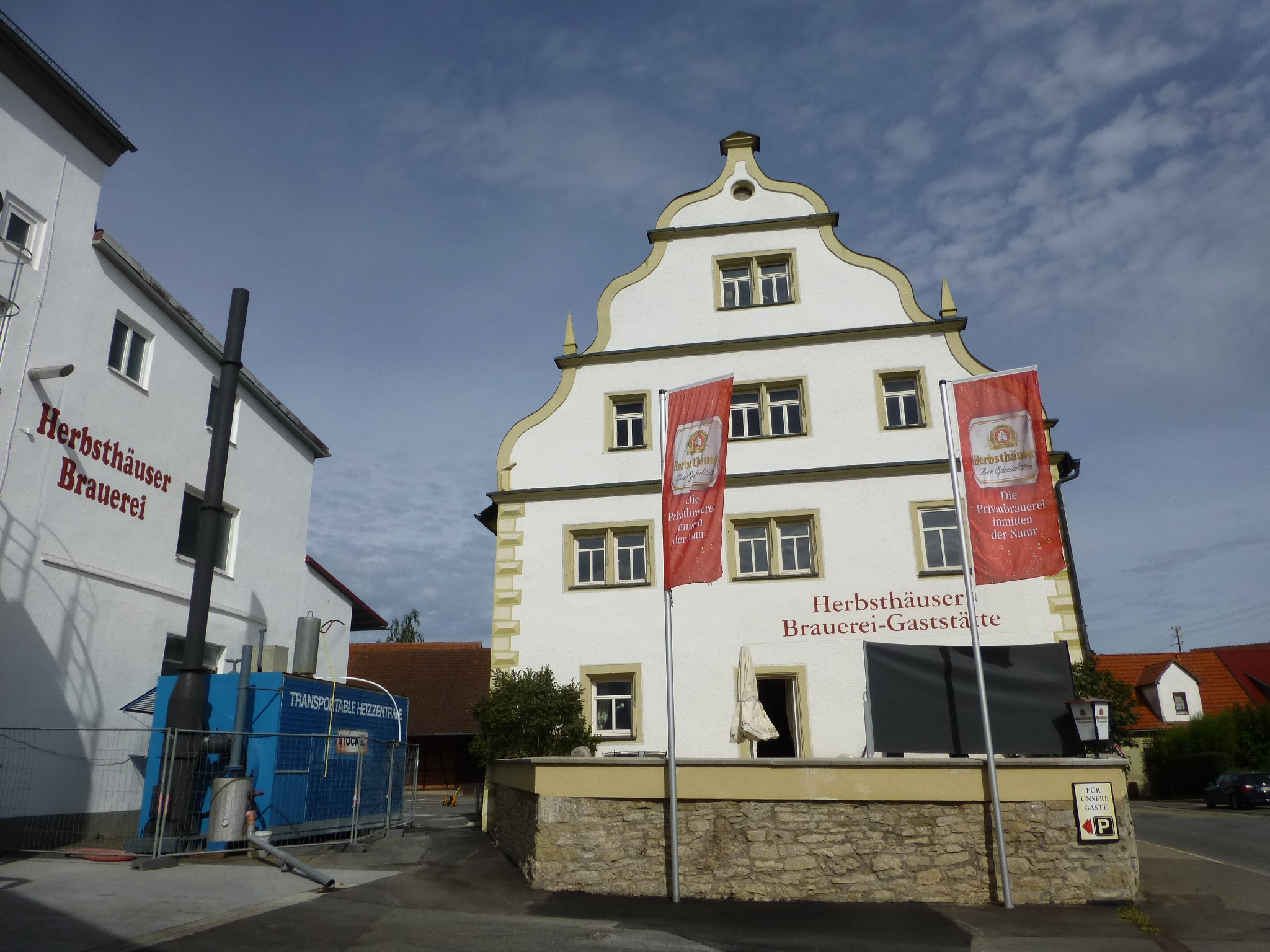
Blick auf die Herbsthäuser Brauerei und die Brauerei-Gaststätte

Die Chronik der Herbsthäuser Brauerei reicht zurück auf den erstmals 1581 urkundlich erwähnten Gasthof „Zur Schwane“. Sie bestand somit schon, als 1645 im Dreißigjährigen Krieg die Schlacht bei Herbsthausen stattfand. Im Jahre 1727 wurde das Hauptgebäude zu seinem heutigen Aussehen umgebaut. Im Dezember 1875 erlangte die Familie Wunderlich das Eigentum am Gasthof „Zum Schwane“ und baute die Braustätte – zunächst noch unter dem Namen Schwanenbrauerei – durch mehrere An- und Umbauten zu einer größeren Brauerei um. Ab 1975 wurde die Brauerei von Klaus Wunderlich in vierter Generation und seit 2006 von Christian Wunderlich in fünfter Generation geführt. Die Privatbrauerei firmiert heute unter dem Namen Herbsthäuser Brauerei Wunderlich KG.

## Produkte und Vertriebsgebiet

### Biersorten und sonstige Produkte (Auswahl)
Es werden derzeit (Stand: November 2019) folgende Biersorten bzw. Produkte hergestellt:
- Klassiker: Edel-Pils, Gold-Märzen, Helles, Hefe-Weizen Hell, Hefe-Weizen Dunkel, Kristall-Weizen, Alt-Fränkisch, 1581 unfiltriert, Radler, Radler naturtrüb, Saures Radler[2]
- Spezialbiere: Heller Bock, Schwarzer Schwan, Weihnachtsbier[3]
- Alkoholfreies: Bier und Hefeweizen
- Weitere Produkte: VC Produkte Cola-Mix, Orange, Apfelschorle, Johannisbeerschorle, Zitrone und Sport, Aqua Turris Tafelwasser

### Vertriebsgebiet
Das Vertriebsgebiet umfasst einen geographischen Radius im Umkreis von etwa 50 bis 80 Kilometern um Herbsthausen.

## Sonstiges
Die Herbsthäuser Brauerei Wunderlich KG ist Mitglied der Kooperationsgesellschaft Privater Brauereien Deutschland – Österreich – Schweiz, die Brauer mit Leib und Seele und dem Brauring, die durch gemeinsame Einkaufsaktivitäten, Erfahrungsaustausch, gemeinsame Schulung und Nachwuchsförderung und gemeinsamer Aktivität im Markt das Ziel des Fortbestands der mittelständischen Brauereistruktur und des Erhalt der Biervielfalt verfolgt.
Bierfreunde können Mitglied im Herbsthäuser Club werden.